# Aourir
Aourir oder Awrir (arabisch أورير, DMG Aurīr, Zentralatlas-Tamazight ⴰⵡⵔⵉⵔ) ist eine Stadt mit etwa 45.000 Einwohnern und eine Landgemeinde (commune rurale) mit insgesamt ca. 46.000 Einwohnern in der Präfektur Agadir-Ida ou Tanane im Großraum von Agadir im Südwesten des Königreichs Marokko.

## Lage und Klima
Die Stadt Aourir liegt im Westen des Antiatlas-Gebirges etwa 16 km (Fahrtstrecke) nördlich von Agadir in einer Höhe von ca. 300 m. Ein Teil der Gemeinde liegt auch am Meer südlich von Taghazout. Das vom nahen Atlantik mitbeeinflusste Klima ist meist trocken und warm; Regen (ca. 275 mm/Jahr) fällt nahezu ausschließlich in den Wintermonaten.

## Bevölkerung
| Jahr      | 1994  | 2004   | 2014   | 2024   |
| Einwohner | k. A. | 21.810 | 36.948 | 44.406 |

Der rapide Bevölkerungsanstieg im ausgehenden 20. und beginnenden 21. Jahrhundert ist im Wesentlichen auf die Zuwanderung von Berberfamilien aus den umliegenden Bergregionen des Antiatlas zurückzuführen.

## Geschichte
Aourir war bis weit ins 20. Jahrhundert hinein nur ein kleines Berberdorf mit etwa 4000 Einwohnern; den Status eines Landgemeinde erhielt es erst im Jahr 1992. Viele in den Bergregionen des Antiatlas ansässige Berber mussten ihre Heimatdörfer jedoch wegen der zunehmenden Trockenheit infolge der fortschreitenden globalen Erwärmung verlassen und siedelten sich im noch über ausreichend Wasser verfügenden Großraum von Agadir an.

## Sehenswürdigkeiten
Die Stadt verfügt über keinerlei historisch oder kulturell bedeutsame Sehenswürdigkeiten.